# Tricorythopsis
Tricorythopsis is een geslacht van haften (Ephemeroptera) uit de familie Leptohyphidae.

## Soorten
Het geslacht Tricorythopsis omvat de volgende soorten:
- Tricorythopsis acara
- Tricorythopsis araponga
- Tricorythopsis artigas
- Tricorythopsis bahiensis
- Tricorythopsis baptistai
- Tricorythopsis chiriguano
- Tricorythopsis gibbus
- Tricorythopsis intercalatus
- Tricorythopsis minimus
- Tricorythopsis pseudogibbus
- Tricorythopsis rondoniensis
- Tricorythopsis sigillatus
- Tricorythopsis spongicola
- Tricorythopsis ticuna
- Tricorythopsis undulatus
- Tricorythopsis volsellus
- Tricorythopsis yacutinga
- Tricorythopsis yucupe